# Hungaria (Liszt)

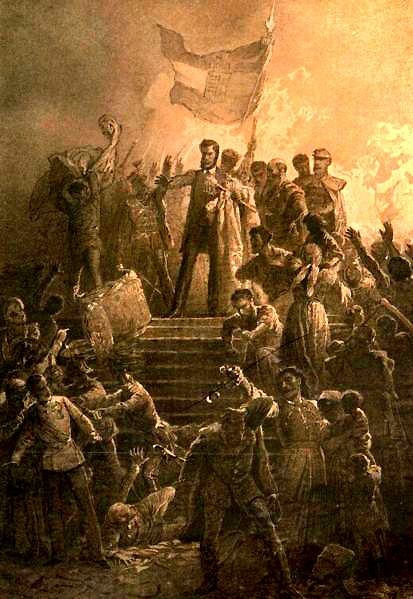
Rendição de Sándor Petőfi recitando o Nemzeti dal à multidão em 15 de março de 1848 (por Mihály Zichy).

Hungaria S.103 é um poema sinfónico composto por Franz Liszt em 1854. É o número 9 do seu ciclo de treze Poemas sinfónicos escritos durante o período em Weimar.

## Composição e recepção
O poema é baseado em parte na Marcha heróica ao estilo húngaro para piano que escreveu em 1840. Foi estreada sob direcção de Liszt no Teatro Nacional Húngaro de Budapeste em 8 de setembro de 1856, onde alcançou um grande êxito.«Foi melhor que os aplausos», escreveu o compositor mais tarde. «Todos choraram, tanto homens como mulheres». Tinha recordado o caso do provérbio que dizia «lágrimas de alegria para os húngaros».

## Estrutura
Hungaria não tem programa e é considerada uma Rapsódia Húngara por uma grande maioria dos musicólogos. Depois de uma curta introdução, marcada como Largo con duolo, o tema principal da Marcha ao estilo húngaro aparece nos clarinetes, fagotes e violas. Este tema e a sua continuação dominam a primeira parte da obra, embora interrompido numa ocasião por uma cadência para violino solista. Esta parte contém as características estilísticas dos verbunkos, com secções Largo con duolo alternando com um Andante marzinale em contraste de lassu e friss, ritmos acentuados formalmente e abundante ornamentação violinística. A música aumenta em violência até chegar finalmente a um segundo tema. Uma das partes mais típicas desta obra é a marcha fúnebre baseada neste segundo tema. Aqui, Liszt desejava claramente simbolizar tanto o fracasso da revolta de Lajos Kossuth na Revolução húngara de 1848 como a esperança de que um dia a Hungria seria libertada pelo seu próprio povo. A obra termina voltando a referir-se a ambos os temas.